# فتح الله السجلماسي
فتح الله السجلماسي (بالفرنسية: Fathallah Sijilmassi)‏ ولد في 21 أغسطس 1966 في الرباط، وهو سياسي وخبير في الاقتصاد المغربي والأمين العام للاتحاد من أجل المتوسط منذ عام 2012.

## السيرة الذاتية
تخرج فتح الله عام 1989 من معهد الدراسات السياسية في غرونوبل حيث حصل على دبلوم الدراسات المعمقة في الاقتصاد الأوروبي، كما حصل على الدكتوراة في الاقتصاد الأوروبي بجامعة العلوم الاجتماعية بغرونوبل سنة 1998. وبدأ مسيرته المهنية من 1989 وحتى 1992 حيث كان يشتغل في البنك التجاري للمغرب، إذ تولى بالخصوص منصب ممثل البنك في ميلانو (1990-1992).
وما بين أبريل 1992 وأبريل 1993 عُيِّن مسؤولاً مكلفاً بملف المفاوضات مع الاتحاد الأوروبي بديوان وزير التجارة الخارجية، كما تولى منصب رئيس قسم العلاقات التجارية الثنائية بوزارة التجارة الخارجية مابين أبريل 1993 وديسمبر 1994، قبل أن يعين مديراً للعلاقات التجارية الدولية بنفس الوزارة من ديسمبر 1994 إلى 1999. كما شغل أيضاً منصب مدير للتعاون متعدد الأطراف سنتي 1999 و2000، قبل تعيينه من قبل الملك محمد السادس سفيراً للمغرب ورئيسا لبعثة المملكة لدى الجماعات الأوروبية ببروكسيل ومديراً للشؤون الأوروبية بوزارة الشؤون الخارجية والتعاون. كما شغل كذلك منصب سفير لدى منظمة حلف شمال الأطلسي سنتي 2003 و2004 وتابع في هذا الإطار قضايا إستراتيجية وجيو-سياسية. وفي نوفمبر 2004 عين من قبل الملك محمد السادس سفيرا للمغرب بفرنسا وهو منصب تقلده حتى ديسمبر 2008، حيث تم تعيين مصطفى ساهل خلفاً له. وكان فتح الله السجلماسي، الذي يجيد إلى جانب اللغة العربية كلاً من الفرنسية والإنجليزية والإيطالية والإسبانية، قد شارك وترأس العديد من المفاوضات الاقتصادية الدولية، خصوصاً اتفاقية الشراكة بين المغرب والاتحاد الأوروبي مابين 1992 و1995 والمفاوضات مع الولايات المتحدة وعدد من البلدان العربية والإفريقية، إلى جانب مشاركته في مسلسل برشلونة وفي تأسيس الاتحاد من أجل المتوسط.
وفي 2 يوليو 2009 عينه الملك محمد السادس مديراً للوكالة المغربية لتنمية الاستثمارات.
وفي 1 مارس 2012 أصبح الأمين العام للاتحاد من أجل المتوسط بعد أن أنتخب بالإجماع في بروكسيل في فبراير من نفس السنة ليحل محل يوسف العمراني وقد تم تجديد ولايته في نفس المنصب في 4 ديسمبر 2014.
في أكتوبر 2021، عُين فتح الله سجلماسي مديرًا عامًا لمفوضية الاتحاد الأفريقي.

## التوشيحات
لقد حاز على وسام جوقة الشرف من درجة فارس وكذلك على وسام الاستحقاق الوطني (فرنسا) من درجة ضابط كبير.

## وصلات خارجية
- السيد فتح الله السجلماسي على موقع الاتحاد من أجل المتوسط